# Żukotyn
Żukotyn (ukr. Жукотин) – wieś na Ukrainie, na terenie obwodu lwowskiego, w rejonie samborskim (do 2020 roku w rejonie turczańskim) nad Dniestrem. Liczy około 656 mieszkańców. Istniała już w 1683 r.
W 1921 r. wieś liczyła około 883 mieszkańców. Za II RP w powiecie turczańskim (do 1931 województwo stanisławowskie, następnie województwo lwowskie). Od 1 sierpnia 1934 należała do gminy Łomna.

## Ważniejsze obiekty
- Cerkiew greckokatolicka